# María Manzanera
María Manzanera (Murcia, 1946-4 de abril de 2024) fue una fotógrafa, historiadora y comisaria española.

## Trayectoria
Desarrolló en edad muy temprana su fascinación por la fotografía gracias al descubrimiento de un daguerrotipo en un anticuario. Simultaneó la práctica artística con los estudios de Historia del Arte, obteniendo el título de Doctora en la Universidad de Murcia, y la diplomatura de Historia y Estética de la Cinematografía por la Universidad de Valladolid. Obtuvo becas de investigación en el Palacio Real de Madrid y en la Real Sociedad Fotográfica de Madrid y fue la primera doctoranda en obtener su título con el trabajo historiográfico en torno a la fotografía.
Desde su primera exposición en 1981 en la galería murciana Chys, su obra ha sido recogida en exposiciones individuales y colectivas. En su primera época, Manzanera se inspiró en representar lo cotidiano y lo cercano mientras experimentaba con luces, encuadres y color. Sin embargo, a partir de los años 90, se centró en mostrar el cuerpo humano. Desde 2000, su fotografía abordó diversas temáticas con la ciudad como escenario fundamental, preocupándose por la naturaleza y el agroecosistema del entorno de Murcia en su trabajo.
Como coleccionista, fue la primera mujer que logró reunir de forma rigurosa una extensa colección de fotografía antigua de la Región de Murcia.
Compaginó su labor profesional y docente con el comisariado de exposiciones. En 2023, junto a Laura Cano, comisarió la muestra y catálogo de "Lo llamaron Mar Menor" en el municipio murciano de Los Alcázares.

## Publicaciones y colaboraciones
- Murcia Primer Cuarto de siglo. María Manzanera y Candelaria Imbernón. Universidad de Murcia, 1987. ISBN 84-7684-071-3.
- Cine de animación en España: largometrajes 1945-1985 (Vol. 45). Editum, 1992.[10]
- Hace 100 años: imágenes de nuestra Región y la obra murciana de Guirao Girada. Fundación Cultural CAM, Murcia, 1994.[11]
- Murcia. La ciudad (1927-2009). Antonio Crespo. Fotos de María Manzanera. Elche : Arte Libro, D.L.,1996.[12]
- Origen de la fotografía en Murcia, 1839-1920. Tesis María Manzanera, 2002.[5]
- La imagen transparente. Comienzos de la fotografía en la ciudad de Murcia 1840-1920. Fundación Cajamurcia, 2002. ISBN 84-95726-07-6.
- III Centenario prensa en Murcia, 1706-2006. Dirección General de Archivos y Bibliotecas, Murcia, 2006.[13]
- Nuestro pasado fotográfico: huerta y ciudad, la Murcia de Guiaro Girada, 2006. ISBN 84-8425-466-6.[14]

## Exposiciones
- 1995 - "Captar lo intangible", Universidad de Murcia.
- 1999 - "Ritmos: fotografías". Caja de Ahorros del Mediterraneo, D.L.[15]
- 2006 - "Flores simplemente".[16]
- 2007 - "Murcia Verticalia".
- 2012 - "Siempre nos queda París".  Archivo General de la Región de Murcia.
- 2014 - "Jardines de artista". Casino de Murcia
- 2016 - "Con ojos de mujer: fotografías de Murcia" Ayuntamiento de Murcia, Concejalía de Derechos Sociales, D.L.
- 2017 - "Murcia, día y noche". Pictografía.